# 原初年代記

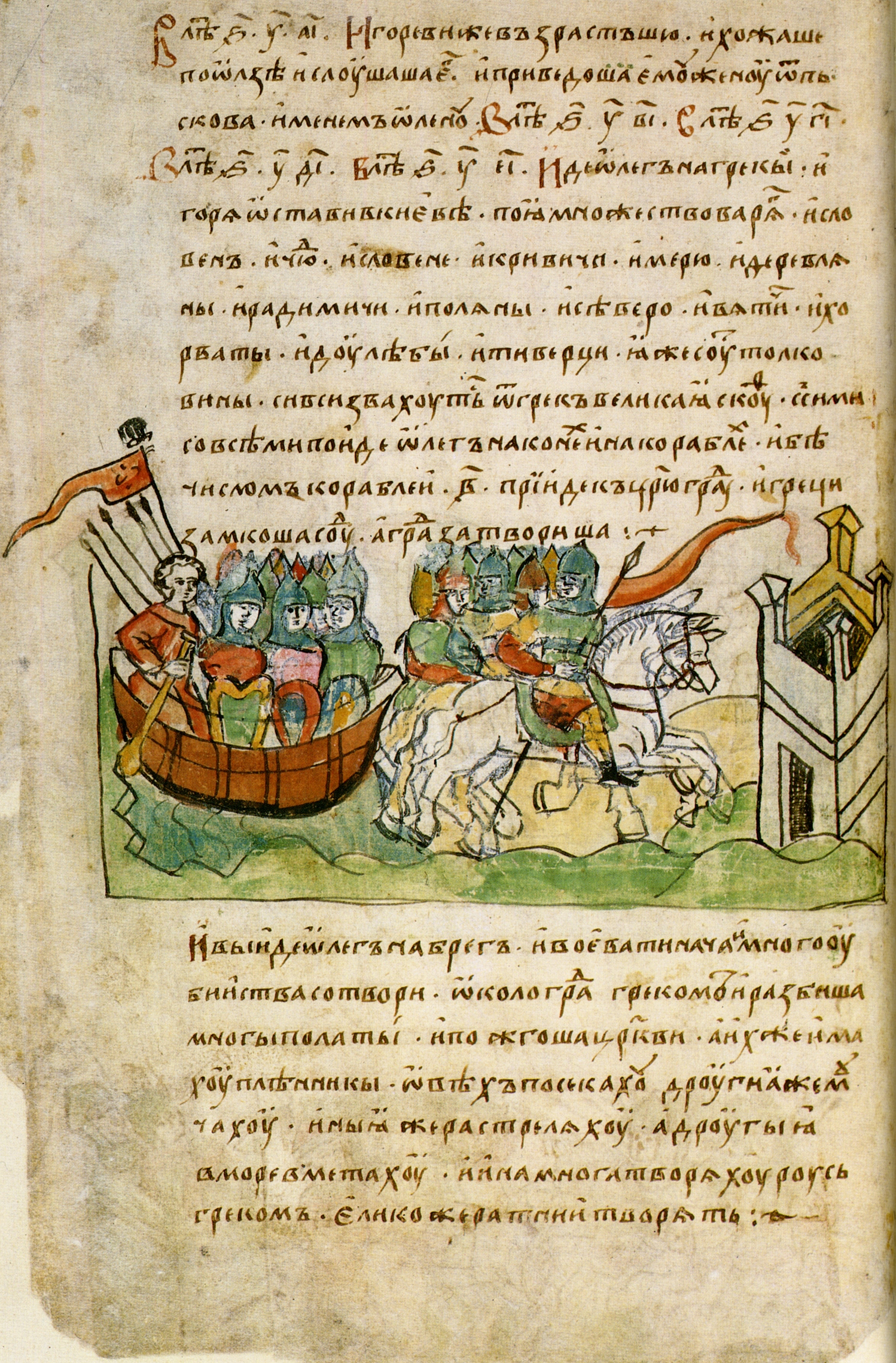
『原初年代記』。

『原初年代記』（げんしょねんだいき）は、およそ850年から1110年までのキエフ・ルーシの歴史について記された年代記（レートピシ）である。初版は1113年に編纂された。『過ぎし年月の物語』（古ルーシ語:Повѣсть времяньныхъ лѣтъ；ウクライナ語:Повість врем'яних літ；ベラルーシ語:Аповесць мінулых часоў；ロシア語:Повесть временных лет）とも。

## 3種類のエディション
初版はキエフ洞窟修道院の修道士年代記者ネストルの手によって完成されたと思われ、故に本書は『ネストル年代記』、『ネストル原稿』とも呼ばれる。ネストルは、
- もっと早期の年代記である年代記作者ヨハネス・マララス(en)とゲオルギオス・ハマルトロス(en)による東ローマ年代記
- 土着の伝説（ブィリーナ）
- 北方サーガ
- ギリシア正教の記録
- ルーシ・ビザンツ条約
- ヤン・ヴィシャティチおよびその他の軍司令官による報告

などの資料を元にこれを書き上げた。ネストルはスヴャトポルク2世の宮殿で勤めたため、おそらく親スカンジナビアの王の視点を共有したと思われる。
年代記の前半部は、
- ヴァリャーグ人3兄弟の到着
- キエフの創立
- アスコルドとジールの謀殺
- 愛馬の頭骨からでた蛇に噛まれて死んだオレグ
- オレグの後継者であるイーゴリの妻オリガによって行われた夫を暗殺したデレヴリャーネ族への復讐
- スラヴ人の中で伝教を務めた聖人キュリロスとメトディオスの仕事の説明
- キエフをキリスト教化したウラジーミル聖公の雷神ペルーンおよびその他の偶像神信仰への抑圧

など逸話的な話に富んでいる。
1116年、ネストルの初版は典院(Hegumen)シリヴェストルによって広範囲にわたって編集された、彼は自分の名を年代記の最後に付け加えている。ウラジーミル・モノマフ公が彼の修道院が位置したヴィードゥブィチ(en)のパトロンであったため、この版では公は神聖化されており、書の後半部の中心人物にされている。この第2版は「ラヴレンチー写本」に保存されている（下記参照）。
第3版はその2年後に完成し、ウラジーミル公モノマフの息子であり後継者である偉大なるムスチスラフに視点を集めている。この版の著者は東ローマ帝国関連の事柄を大幅に訂正・更新したため、ギリシア人ではないかと考えられている。この版は「イパーチー写本」に保存されている（下記参照）。

## 2種類の写本
『原初年代記』の初版は失われていて、現在発見されている最古の転写は「ラヴレンチー写本」および「イパーチー写本」である。よって初版の内容を単語単位で構築するのは難しい。
「ラヴレンチー写本」 (Laurentian codex)
ニジニ・ノヴゴロドの修道士ラヴレンチーがスーズダリ、ニジニ・ノヴゴロド公ドミトリー・コンスタンチノヴィチ(en)のために1377年に転写したものである。彼が使用したオリジナルは1305年トヴェリ大公ミハイル・ヤロスラヴィチのために編纂された写本でそれは現在失われている。年代記の記載は1305年まで続くが、899から922年、1263から83年、また1288から94年までの間の記載はなんらかの理由により除かれている。写本は1792年に有名なムシン・プーシキン伯爵(en)が入手し、後にサンクトペテルブルクにあるロシア国立図書館へ贈呈された。
「イパーチー写本」 (Hypatian codex)
ロシア人歴史家ニコライ・カラムジーンがコストロマにあるイパーチー修道院(en)で発見したものである。日本では写本が発見された修道院の名にちなむ「イパーチー写本」と呼ばれることがほとんどだが、海外ではHypatian codexとよく呼ばれる。「イパーチー写本」は15世紀に編纂されたものであるが、失われた12世紀の『キエフ年代記』および13世紀のハールィチ年代記から多量の貴重な情報を取り込んでいる。写本に書かれている言語は教会スラヴ語の東スラヴ風で、多くの不規則な東スラヴ的な表現を含んでいる（当時東スラヴで編纂されたほかの写本と同じように）。
『原初年代記』は歴史上最も徹底的に研究された文書の一つかもしれない。多数のモノグラフが書かれ、いくども刊行された。その最初は1767年に遡る。1908年にはアレクセイ・シャフマトフが年代記に対する先駆的なテストロジカルな研究を出版した。その後ドミトリー・リハチョフ(en)やその他のソ連の史学者はそれを部分的に修正した。彼らはネストル以前の11世紀中期、ヤロスラフ賢公時に宮廷で編纂された年代記を復元しようと試みた。

## 評価
ヨーロッパの修道士によって書かれた多くの中世年代記と違い、原初年代記は東スラヴ人の古代の歴史に関する唯一の記された証拠である点において極めてユニークである。重要な訂正が『ノヴゴロド第一年代記』(en)によって与えられているとはいえ、キエフ大公国の歴史に関するその包括的な記載はほかの情報源では見られないものである。また、本年代記は古代東スラヴ文学(en)を研究する上での標本としても第1級の価値を持っている。

## 日本語訳書
- 除村吉太郎「原初年代記」『ロシヤ年代記』弘文堂書房、1943年。doi:10.11501/3441782。
- 除村吉太郎『ユーラシア叢書30　ロシヤ年代記』原書房 1979年
- 國本哲男 / 山口巌 / 中条直樹（訳者代表）『ロシア原初年代記』名古屋大学出版会　1987年 ISBN 4930689759
- 中澤敦夫「『イパーチイ年代記』翻訳と注釈(1) ： 『原初年代記』への追加記事（1110～1117年）」『富山大学人文学部紀要』第61巻、富山大学人文学部、2014年8月、233-268頁、CRID 1390853649736563968、doi:10.15099/00000292、hdl:10110/12937、ISSN 03865975。

このうち1943年初出の除村訳『原初年代記』について、中村喜和は「この年代記の名称の確定」と「古拙で雄勁な文体」の2点で後進にとって記念碑的意義をもち「我が国のロシア研究者にきわめて大きな影響をおよぼした」訳書だとしている(中村 1988, p. 78)。また國本らによる『ロシア原初年代記』についても「ロシア研究における新しい記念碑として歴史にのこるであろう」と評価している(中村 1988, p. 81)。